# Tierp
Tierp est le chef-lieu de la commune de Tierp, dans le comté d'Uppsala, en Suède. La localité s’est agrandie avec l’arrivée de la ligne de Côte-Est de chemin de fer.